# Tháp Morze Czerwone
Tháp Morze Czerwone (hay còn gọi là Tháp biển đỏ) ở Stargard là một tòa tháp theo kiến trúc Gothic, là một phần của hệ thống tường phòng thủ thành phố Stargard. Tòa tháp nằm ở ngã tư giao nhau của đường Warowna và W.okietka trong phố cổ.

## Lịch sử
Tòa tháp được xây dựng vào nửa sau của Thế kỷ 14, đây là một tòa tháp thuộc về đỉnh cao của kiến trúc phòng thủ thời trung cổ ở Pomerania. Tên của tòa tháp xuất phát từ trong Chiến tranh 30 năm đẫm máu (1618 - 1648), máu của các chiến sĩ đã nhuộm đỏ biển. Một hướng giả thuyết khác lại cho rằng những người bị kết án được thả từ đỉnh tháp xuống và để lại dấu vế đỏ trên tháp. Tuy nhiên, giả thuyết hợp lý nhất được đưa ra bởi các nhà sử học, họ cho rằng tên này bắt nguồn từ các đầm lầy rỉ sét tồn tại nhiều ở trong khu vực này trước khi tòa tháp được xây dựng.
Tòa tháp đã được công nhận là di tích lịch sử vào ngày 17 tháng 9 năm 2010.

## Kiến trúc
Tòa tháp cao 34 m, nó nằm trên một khối đá hình chữ nhật, có kích thước 8 x 9 m. Trục trung tâm của nó có hình dạng của một hình trụ bằng gạch với đồ trang trí có thể nhìn thấy dưới dạng kim cương làm bằng gạch tráng men. Tháp có ba sân thượng, trong đó có hai sân ở trên đỉnh tháp. Bên trong, có tám tầng, giữa các tầng được kết nối bằng cầu thang. Trên mỗi tầng có cửa sổ - khe, để quan sát và bắn. Ở mặt tiền bên ngoài, khoảng cách của các cửa sổ này tạo ra một mô hình bàn cờ. Trên đỉnh tháp được đặt bằng một viên kim tự tháp hình bát giác. Dưới chân tháp trước đây có một hầm ngục, lối vào dẫn từ tầng hai.

## Hình ảnh

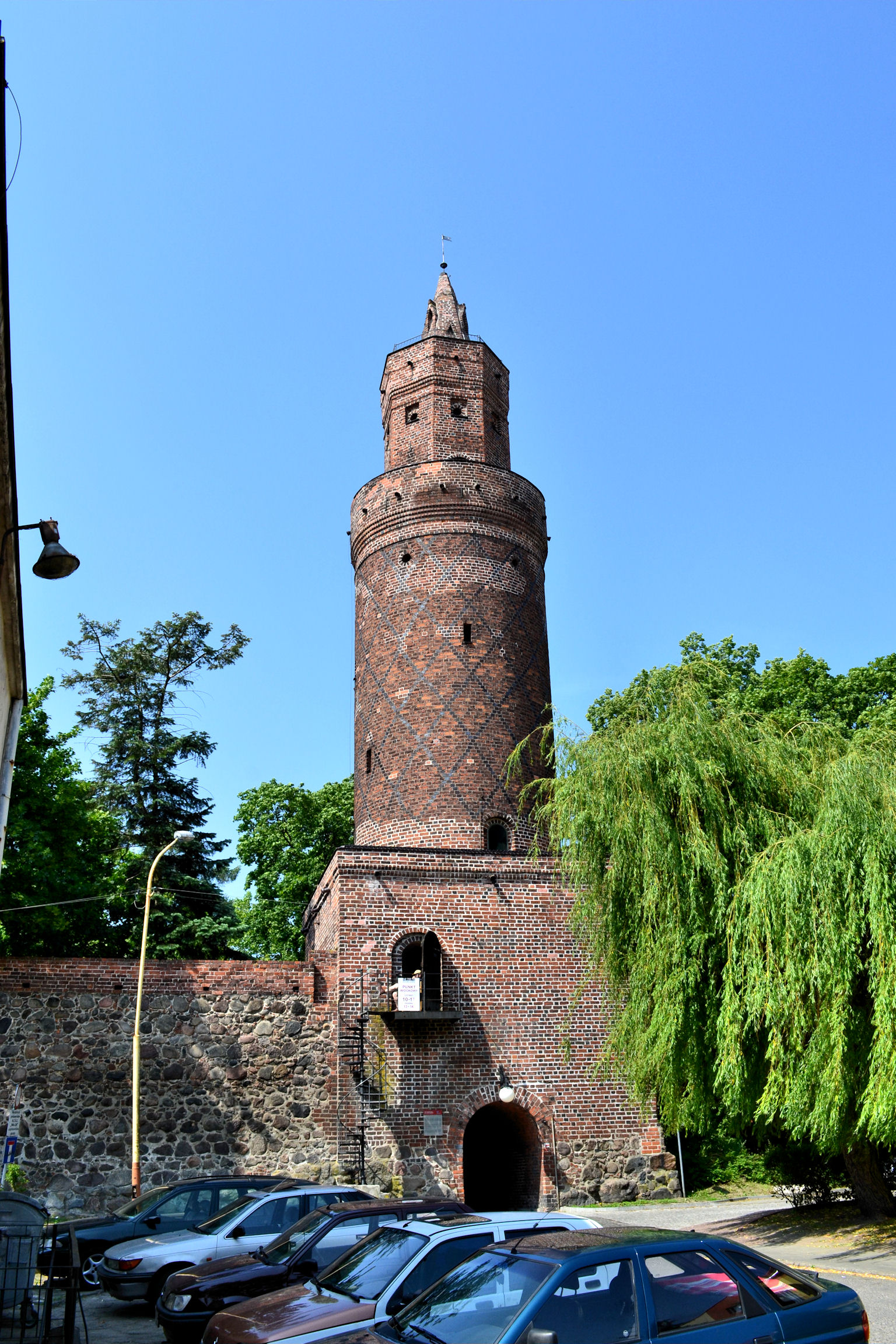
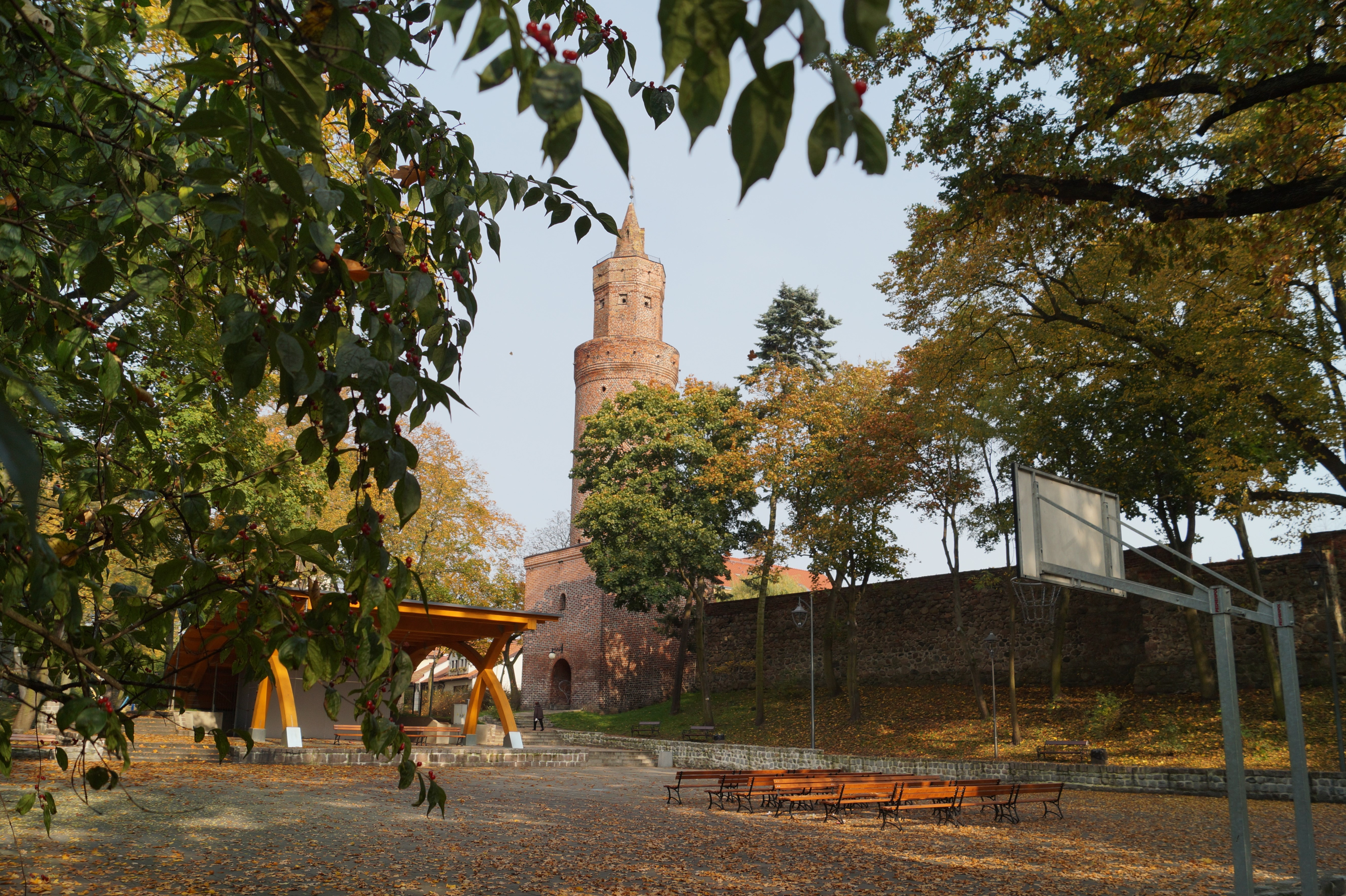
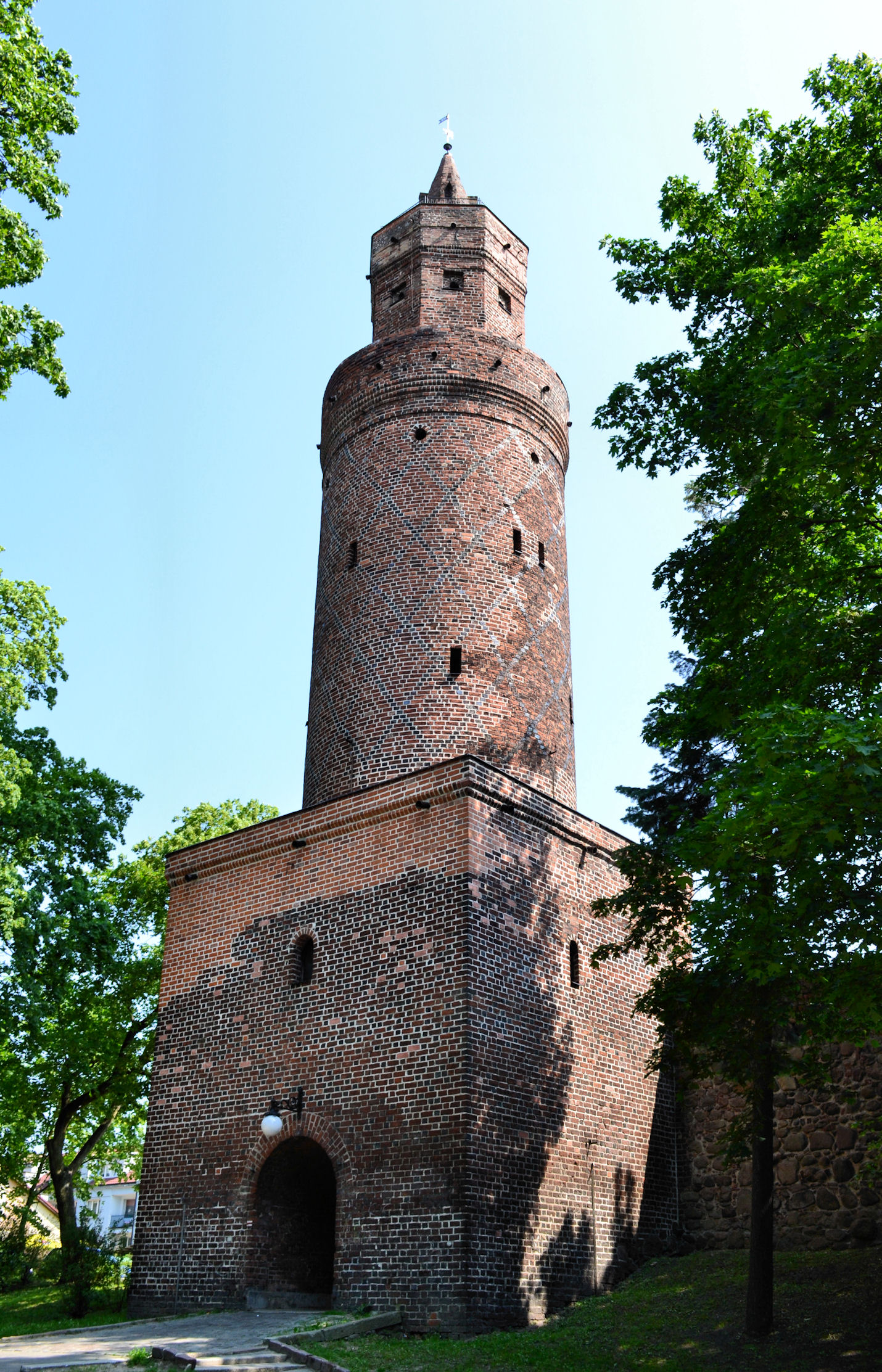
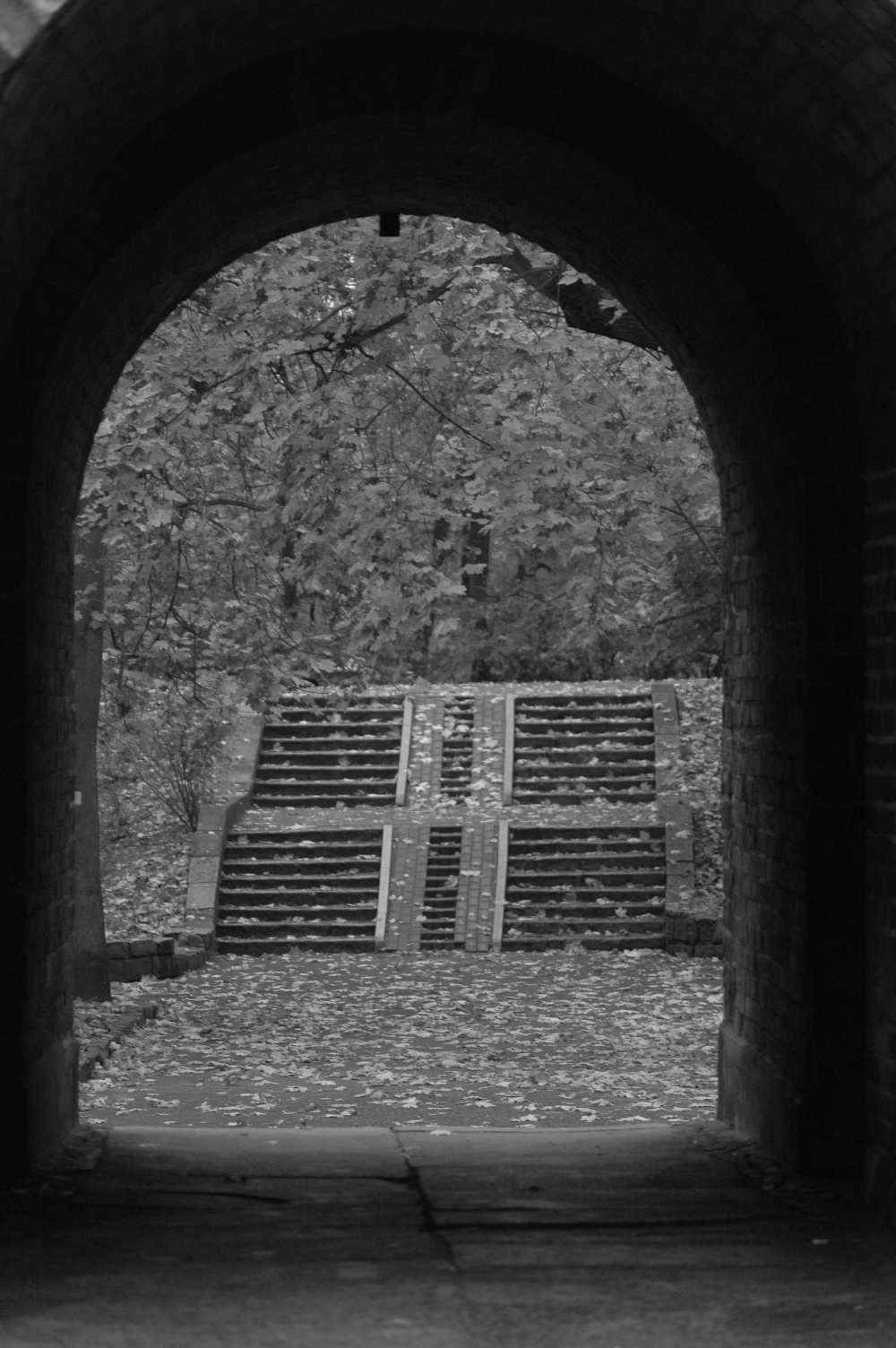